# Cheirostylis takeoi
Cheirostylis takeoi là một loài thực vật có hoa trong họ Lan. Loài này được (Hayata) Schltr. mô tả khoa học đầu tiên năm 1919.